# Хафиз Рахмат Хан

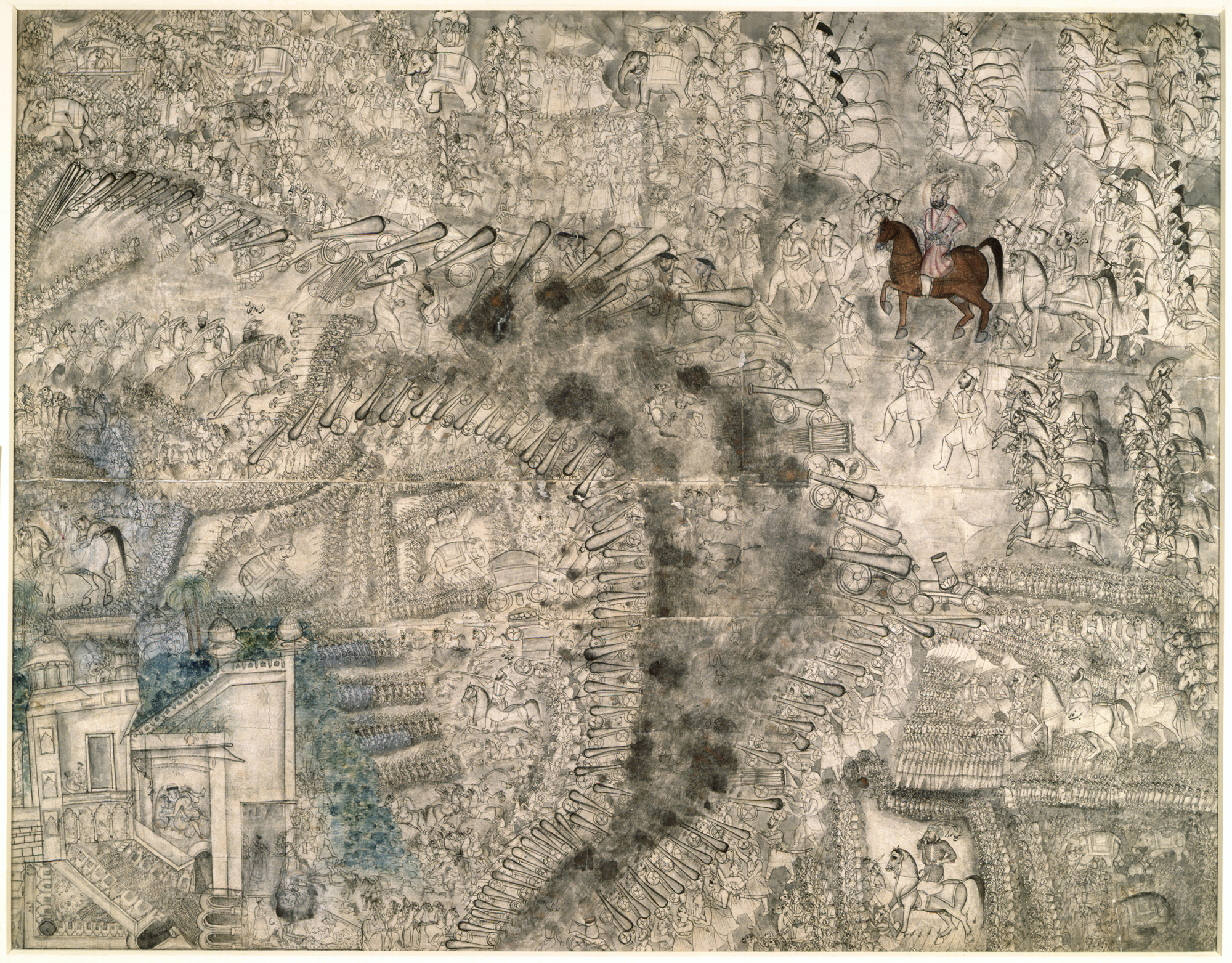
В Третьей битве при Панипате, 13 января 1761 года, Хафиз Рахмат Хан Бареч уступил Ахмад-шаху Дуррани, изображенному на гнедом коне.

Хафиз Рахмат Хан (1723 — апрель 1774) — могольский регент в Рохилкханде на Севере Индии с 1749 по 1774 год. Он был пуштуном по происхождению, правил Рохиллами. Хафиз Рахмат Хан с честью служил на протяжении всего правления трех императоров Великих Моголов: Ахмад Шаха Бахадура, Аламгира II и Шаха Алама II. Он также был наставником принца Мирзы Джавана Бахта.

## Ранняя жизнь и происхождение
В 1623 году два брата-пуштуна из племени Бареч дуррани, Бахадур-хан и Хусейн-хан, прибыли с границы в регион Катехр.

## Победа над Ахмад Шахом Дуррани (1748)
В 1748 году на смертном одре Али Мохаммед Хан Рохилла заставил своих министров поклясться на Коране уважать его волю и защищать его детей, пока они не достигнут зрелости. Он назначил Хафиза Рехмат Хана регентом Рохилкханда до тех пор. Однако все министры и регент отказались от своих обещаний. В 1754 году они организовали ссору внутри королевской семьи и использовали ее как предлог для узурпации власти и богатства сирот. Испытывая отвращение, старший сын Абдулла Хан и два его младших брата Мухаммад Яр Хан и Аллах Яр Хан уехали в Уджани.
В 1748 году Ахмад-шах Дуррани возглавил экспедицию с целью разграбления западных областей империи Великих Моголов. Это вторжение стало серьезной проблемой для императора Великих Моголов Мухаммада Шаха, который срочно вызвал Джафа I из Декана, чтобы возглавить армию Великих Моголов, базирующуюся на северо-западе Южной Азии. Эту армию также возглавлял принц Ахмад Шах и, по совету Али Мохаммеда хана, Хафиз Рахмат хан был назначен субадаром (губернатором) Сирхинда, чтобы возглавить, вернуть и вернуть территории у Дуррани. Даже Мухаммад Мурадьяб хан Калхор, который был субадаром Синда, отправил подкрепление, чтобы помочь армии Великих Моголов вдоль берегов реки.
Принц Ахмад и великий визирь Асаф Джах I были посланы императором Великих Моголов Мухаммадом Шахом командовать большой армией Великих Моголов численностью 75 000 человек для противостояния наступающим войскам Дуррани. При Сирхинде обе армии дали решающее сражение, и принц Ахмад номинально одержал победу. После этого император Великих Моголов присвоил ему титул Бахадур.

## Гражданская война Великих Моголов
Согласно Фирману Ахмад Шаха Бахадура, Хафиз Рахмат Хан был назначен для поддержки Ферозе Джанга III против великого визиря Моголов Сафдар Джанга, который потерпел поражение и был прощен и, таким образом, ушел, чтобы стать просто навабом Ауда.
Когда Ахмад шах Бахадур попытался отстранить молодого Ферозе Джанга III от императорского двора, изгнанник тогда искал союза с ненавистным вождем маратхов Садашиврао Бхау. Вместе они свергли Ахмад-шаха Бахадура после первой разрушительной битвы при Сикандарабаде в 1754 году.
С тех пор Хафиз Рахмат Хан поступил на службу к Наджиб ад-Дауле и постоянно сражался с маратхами во главе с Садашиврао Бхау и выступал против Ферозе Джанга III.

## Союз с Ахмад Шахом Дуррани
В 1757 году император Великих Моголов Аламгир II с придворными, такими как Наджиб ад-Даула и Хафиз Рахмат Хан, дворянами, такими как шах Валиулла, и императорской семьей отправился в Сирхинд, чтобы встретиться с Ахмад-шахом Дуррани, чьи войска затем вступили в бой с маратхами и угрожали свергнуть режим Имад-уля-Мульк. Отношения Ахмада шаха Дуррани с императором Великих Моголов еще более укрепились, когда его старший сын Тимур Шах Дуррани женился на дочери Аламгира II и покровительствовал могольскому полководцу Джахан-хану.

## Третья битва при Панипате
Он играл важную роль в индийской войне на протяжении нескольких десятилетий, находясь на стороне победителей-афганцев в Третьей битве при Панипате в 1761 году, но потерпел поражение и был убит в Первой Рохилльской войне.

## Контратаки против Сураджа Мала
В 1764 году Наджиб ад-Даула, администратор Дели и центральных земель Великих Моголов, сталкивается с беспощадной войной со стороны крестьян-джатов во главе с Сураджем Малом, которые разграбили гарнизон армии Великих Моголов в Агре и даже разграбили серебряные двери Тадж-Махала.

## Внутренний конфликт с Аудом
После войны Наваб Шуджа-уд-Даула потребовал плату за свою помощь от вождя Рохиллы Хафиза Рахмат Хана Бареча. Когда требование было отклонено, наваб присоединился к британцам под командованием губернатора Уоррена Гастингса и его главнокомандующего Александра Чемпиона, чтобы вторгнуться в Рохилкханд, и Хафиз Рахмат Хан Бареч был убит в последовавшей битве при Миранпур Катре в 1774 году. Весь Рохилкханд (включая Барели, Пилибхит и Шахджанпур) был передан Ост-Индской компании по договору от 10 ноября 1801 года. Позже Барейли стал центром восстания для всей области во время Индийского мятежа родился в 1857 году.
Хафиз Рахмат Хан основал город Пилибхит, где он также построил Джама Масджид, точную копию Джама Масджид в Дели.